# Anagrus frequens
Anagrus frequens är en stekelart som beskrevs av Perkins 1905. Anagrus frequens ingår i släktet Anagrus och familjen dvärgsteklar. Inga underarter finns listade i Catalogue of Life.